# 百万本のバラ
「百万本のバラ」（ひゃくまんぼんのバラ、ロシア語: Миллион  розミリオーン・ロース）は、ラトビアの歌謡曲『Dāvāja Māriņa』（ダーヴァーヤ・マーリニャ）を原曲とするロシア語の歌謡曲である。ソビエト連邦の歌手アーラ・プガチョワ (ロシア語版）の持ち歌として知られる。日本では加藤登紀子による日本語版でも知られる。本項では原曲『Dāvāja Māriņa』についても併せて記載する。

## ラトビア語版原曲
「百万本のバラ」の原曲は、1981年にラトビアの放送局「ミクロフォンス (Mikrofons)」が主催する歌謡コンテスト「ミクロフォナ・アプタウヤ 」に出場した『Dāvāja Māriņa（マーラは与えた）』というラトビア語の歌謡曲である。作曲はライモンズ・パウルス、作詞はレオンス・ブリアディス  による。このコンテストにおいて、アイヤ・ククレと、終盤の少女のパートを担当するリーガ・クレイツベルガ (Līga Kreicberga)（当時9歳）の2人によって歌唱された『Dāvāja Māriņa』は、優勝した。
歌詞の内容は、後述のロシア語版やその内容を踏襲した日本語版とはまったく異なり、子ども時代の哀感に見せて大国にその運命を翻弄されてきたラトビアの苦難を暗示したものだとされる。
ラトビアのラップ歌手のオゾルスは、本作をラップミュージックに編集して歌唱している。

## ロシア語版
アーラ・プガチョワの歌唱で知られるロシア語版の作詞は、アンドレイ・ヴォズネセンスキー(ロシア語版）によるものである。1982年にメロジヤから33回転シングル盤として発売された。多くのテレビ番組やラジオ番組で取り上げられ、ソビエト連邦の崩壊まで長きにわたって絶大な人気を博した。1983年には日本でもLP盤としてビクターよりリリースされ、1988年には同じくビクターよりCDがリリースされた。
歌詞の内容はグルジア（現：ジョージア）の画家ニコ・ピロスマニがマルガリータという名の女優に恋したという逸話に基づいている。ラトビアの作曲家が書いた曲に、ロシアの詩人がグルジアの画家のロマンスを元に詞をつけ、モスクワ生まれの美人歌手が歌うという、多様な民族の芸術家が絡んでいる点で、ソ連ならではの歌とも言える。
このロマンスの真実性については諸説ある。エラスト・クズネツォフは1975年に著したピロスマニについての研究書の中でマルガリータの実在性に強い疑問を呈している。一方、1969年にパリでピロスマニの本格的な回顧展が開催された際には、マルガリータ本人と名乗る老婦人が会場に現れ、3日間続けてマルガリータの絵の前に立ち、涙を流し続けた。ピロスマニはマルガリータをモデルとしたといわれる作品を何枚か残しており、グルジア（ジョージア）の首都トビリシの国立美術館で、『女優マルガリータ』を観ることができる。
山之内重美は2002年の著作において、ピロスマニにマルガリータという名の恋人がいたことは確からしいとしつつ、彼女がバラの花を愛した、とか、画家が大量の真紅のバラを贈った、といったエピソードはヴォズネセンスキーの創作だとしている。
が、山之内の説は怪しい。ロシア革命の数年後の1923年にチフリス（現トビリシ）に滞在したパウストフスキーが、既に当時から現地に存在していた「ピロスマニがマルガリータにあふれんばかりの花を贈った」という伝承を記録しているからである。
パウストフスキーがチフリスに到着した時にはピロスマニは既に他界していたが、彼の寄寓先がピロスマニの作品蒐集と研究に熱心だったズダネーヴィチ兄弟の家であったことから、パウストフスキーもこの画家を知る事になる。彼は後に自伝的長編『生涯の物語』(Повесть о жизни）(全6部）の第5部『南へ』(Бросок на юг）(発表は1959-1960年）の中で、後半の1章「汎用オイルクロス」(Простая клеёнка)をピロスマニの記録に捧げているが、それによると、ピロスマニは自分の誕生日（マルガリータの誕生日ではない）の朝まだき、次々と荷馬車で花で一杯の積み荷を運んで来て、マルガリータの滞在する家の前の通りに並べた。それは「チフリス中の、いや、全グルジアの花をここ1ヵ所に集めたようであった」。花の香りに目を覚ました近所の主婦たちが窓の外を見て驚きの声を上げ始め、そのただならぬ気配に2階のマルガリータも目を覚ました。通りの両側は近所の人々で既に一杯になっていた。通りは数え切れないほど夥しい種類の花々で埋め尽くされ、あらゆる色と香りがあった。

百パーセント史実か否かは別として、この逸話がチフリスでは既に人口に膾炙していたことが窺える。即ち、トビリシ（旧チフリス）出身の知人の2人や3人でもいれば、詩人がこの逸話を耳にしても不思議ではない。そもそも、詩人であるヴォズネセンスキーが、当代一流の作家であるパウストフスキーの代表作を全く読んだことがない、という前提を置くことには無理がある。よって、ヴォズネセンスキーが「無から有を生んだ」と断言することはできない。
2007年にはロシアの文化テレビ局が放送したピロスマニについてのドキュメンタリー番組でパリでの個展の際の出来事が紹介された。この展覧会にマルガリータが姿を現したことはその当時広く報じられている。
評論家の山田五郎は自身の解説動画の中で、彼女自身はジョージアに公演に行った際にそれらしき画家に会ったことを述べたものの、別に大量の花をプレゼントされたことはないと語った、としているが（4:53-59)、出典や取材源は示されていない。
なお、ラトビア語版原曲同様にラップ・ミュージシャンによるカバーがある。ロシアのシンガーソングライターでラップ歌手のイーゴル・クリードによるものであり、タイトルこそ“Миллион алых роз”であり、悲劇的なロマンスを描くものではあるものの、ピロスマニのエピソードを描くものではない。

前述のオゾルスによるものは本曲の伴奏をバックに原曲歌詞にインスパイアされたラトビア語による自作のラップを重ねて終始叫び続ける構成であるのに対して、イーゴル・クリードの楽曲ではサビの部分はロシア語歌詞をイーゴル自身が歌唱しており、全編ロシア語によるラップ・語り・歌唱による構成であるがその内容は、大国の支配に翻弄されるラトビアの苦難を体勢に抗うレジスタンスの悲哀に映して描くようなもので、楽曲全体のムードともどもラトビア語版原曲を彷彿とさせるものである。

## 小島亮による解釈
東欧研究者の小島亮はこの楽曲に関して新たな解釈を、「エストラーダ─ソ連歌謡史に輝いた赤くない星」（『モスクワ広場でコーヒーを』風媒社 2023年 に収録）にて展開した。

## 日本語によるカバー
日本語版は、加藤登紀子の訳詞および歌唱にて1987年にシングル盤として発表されたバージョンが著名である。

### 訳詞
以下、ラトビア語版原曲訳、次いでロシア語版訳の順に、当該詞章による歌唱が初めての音源発売ないしはライブで披露されたものの早い順に記載する。

#### ラトビア語版原曲に基づく訳詞
- 小田陽子 - ラトビア文学者の黒澤歩と小田陽子による共訳。タイトルは「マーラが与えた人生」（2006年 、アルバム「ROMANCER」に収録）。

#### ロシア語版に基づく訳詞
- 松山善三による訳詞
  - ニーナ[14]（1983年、編曲：青木望）
  - 松居一代（1985年、編曲：高橋洋一）
  - 青木裕史（1986年、編曲：青木望）
  - 太田真季（1987年、「With Love 太田真季ファースト・ソロ・アルバム」収録）
  - ビーバー（阪堂香世子）（1988年、編曲：久米大作）
  - 久米小百合（1988年、編曲：久米大作／後述）
  - 高橋クミコ（クミコ）
  - 仲代圭吾（1988年、編曲：横内章次、行代美都とのデュエット）
  - 佐藤まゆみ（1991年、アルバム『Lili Marleen』に収録）
  - ボニージャックス
  - 氷川きよし  (2019年、アルバム『新・演歌名曲コレクション9 -大丈夫/最上の船頭-』に収録。編曲:佐藤準 )

- 岩谷時子による訳詞
  - 小田陽子（1984年、編曲：渡辺博也／後述）

- 加藤登紀子による訳詞
  - 加藤登紀子（1987年、編曲：川村栄二／後述）
  - 北原ミレイ（1988年、編曲：小川哲夫）
  - 門倉有希（1999年、編曲：川村栄二、アルバム『Prism』に収録）
  - ダイアモンド☆ユカイ（2013年、アルバム『RESPECT II』に収録）
  - 夏樹陽子  (2014年、アルバム『JEWEL ACTRESS』に収録）

- 間六三による訳詞
  - 栗原道子（1995年、編曲：土岐雄一郎）

- イリーナ島田による訳詞
  - 池真理子（1991年、編曲：林二郎）

- 山川啓介による訳詞
  - 伊東ゆかり（2002年、編曲：上柴はじめ）
  - 由紀さおり & 安田祥子（2015年、アルバム『花コレクション』に収録）

- 山崎ハコによる訳詞
  - 山崎ハコ（2005年頃／ライヴにて披露）

- 渡辺えりによる訳詞
  - 渡辺えり（2015年／還暦コンサートにて披露）

### 小田陽子によるカバー

#### 収録曲
| 全編曲: 渡辺博也。 |                  |                                      |             |
| #                  | タイトル         | 作詞                                 | 作曲        |
| 1.                 | 「百万本のバラ」 | A. ヴォズネセンスキー 訳詞: 岩谷時子 | R. パウルス |
| 2.                 | 「愛の流れ」     | 小田陽子                             | 小田陽子    |

### 加藤登紀子によるカバー
加藤の「百万本のバラ」は、元々1987年2月1日発売のオリジナルアルバム『MY STORY/時には昔の話を』収録曲だったが、問い合わせが相次ぎ1987年4月25日にシングル発売された。その後この曲は口コミで広まり、シングル発売から2年ほど後に100万枚を突破した。

#### 収録曲
| #         | タイトル           | 作詞                            | 作曲       | 編曲      | 時間 |
| --------- | ------------------ | ------------------------------- | ---------- | --------- | ---- |
| 1.        | 「百万本のバラ」   | A. Voznesensky 訳詞: 加藤登紀子 | R. Pauls   | 川村栄二  | 4:48 |
| 2.        | 「時には昔の話を」 | 加藤登紀子                      | 加藤登紀子 | 山本健司  | 4:38 |
| 合計時間: | 合計時間:          | 合計時間:                       | 合計時間:  | 合計時間: | 9:26 |

### 久米小百合によるカバー

#### 収録曲
| 全編曲: 久米大作。 |                            |                               |          |
| #                  | タイトル                   | 作詞                          | 作曲     |
| 1.                 | 「百万本のバラ」           | A. Voznesensky 訳詞: 松山善三 | R. Pauls |
| 2.                 | 「風激しく -讃美歌126番-」 |                               |          |

## 備考
- 広島県福山市にある西日本旅客鉄道の山陽本線福山駅在来線全ホームにて春季限定で入線メロディに採用されている（バラが福山市の市花であることから）。以前は里庄駅・備後赤坂駅・松永駅の三原方面行ホームでも通年で採用されていた。
- 韓国では沈守峰（シム・スボン）、イム・ジュリが歌唱している。
- 「ラトビアの娘」と云う日本語副題も存在し、JASRACデータベースに登録されている[16]。
- 百万本のオオハンゴンソウ - テレビドラマ『北の国から』スペシャル版『北の国から '98時代』(1998年7月）では、重要場面で『百万本のバラ』が巧みに使われている。蛍にプロポーズして一度断られた正吉は、母みどりの店で加藤登紀子の歌う『百万本のバラ』を聞かされ（みどりは正吉の意中の人が蛍であることをこの時まだ知らない）気を取り直し、高価なバラの代りに野に咲く黄色いオオハンゴンソウをせっせと刈り取っては花束にして、札幌の蛍のアパートに送り続けた。

## 著作権の概況
JASRACに於いては2018年現在、外国作品／出典：PJ (サブ出版者作品届)   ／作品コード  0M2-5134-2 MILLIONS OF ROSESとして登録。
内外含め53名が「アーティスト」として登録されている（2018年2月現在）。
本作の出版者は、MIC REC PUBLISHING LTD。日本におけるサブ出版はビクターミュージックアーツ株式会社である。
「訳詞」としてJASRACデータベース上に登録があるのは、松山善三と加藤登紀子である。